# Nessun dorma
Nessun dorma (с итал. — «Пусть никто не спит») — ария из последнего акта оперы «Турандот» Джакомо Пуччини, одна из самых известных и сложных по исполнению арий тенорового репертуара. Первый исполнитель — Мигель Флета.

## Описание арии
Арию исполняет Калаф — неизвестный принц (итал. Il principe ignoto), с первого взгляда влюбившийся в прекрасную, но холодную принцессу Турандот. Каждый, кто хочет жениться на принцессе, должен сначала отгадать три её загадки. Если это ему не удастся, он будет обезглавлен.
В предыдущем акте Калаф верно ответил на все загадки принцессы, которые она задавала своим поклонникам. Тем не менее, она не желает становиться его женой, и Калаф предоставляет ей шанс, предлагая в свою очередь решить его загадку: Турандот должна до утра угадать, как зовут принца. Если ей это удастся, то она может казнить его; но если нет, она должна будет стать его женой.
Тогда жестокая принцесса решает, что никто из её подданных в эту ночь не должен спать, пока имя принца не будет угадано. Если же они не сумеют узнать, как его зовут, то всех их казнят.
В начале последнего действия Калаф один, он в залитом лунным светом саду дворца. Он слышит, как вдалеке глашатаи принцессы объявляют её указ. Ария принца начинается под эхо их криков с размышления о принцессе Турандот.

## В спорте
После того, как канал BBC использовал «Nessun dorma» в исполнении Лучано Паваротти в качестве главной музыкальной темы во время Чемпионата мира по футболу 1990 года, ария стала широко популярной. Вскоре она заняла второе место в UK Singles Chart — так высоко в этом чарте ещё не поднималось ни одно произведение классической музыки.
Последнее публичное выступление Лучано Паваротти состоялось 10 февраля 2006 года на церемонии открытия зимней Олимпиады в Турине, на которой он также исполнил арию «Nessun dorma».

## Версии
- В 2002 году американская хеви-метал группа Manowar включила кавер на Nessun dorma в свой альбом Warriors of the World[3].
- В 2010 году британский гитарист-виртуоз Джефф Бек включил инструментальную версию Nessun Dorma в свой диск Emotion & Commotion[4].